# Selaginella arbuscula
Selaginella arbuscula là một loài dương xỉ trong họ Selaginellaceae. Loài này được Spring mô tả khoa học đầu tiên.

## Hình ảnh

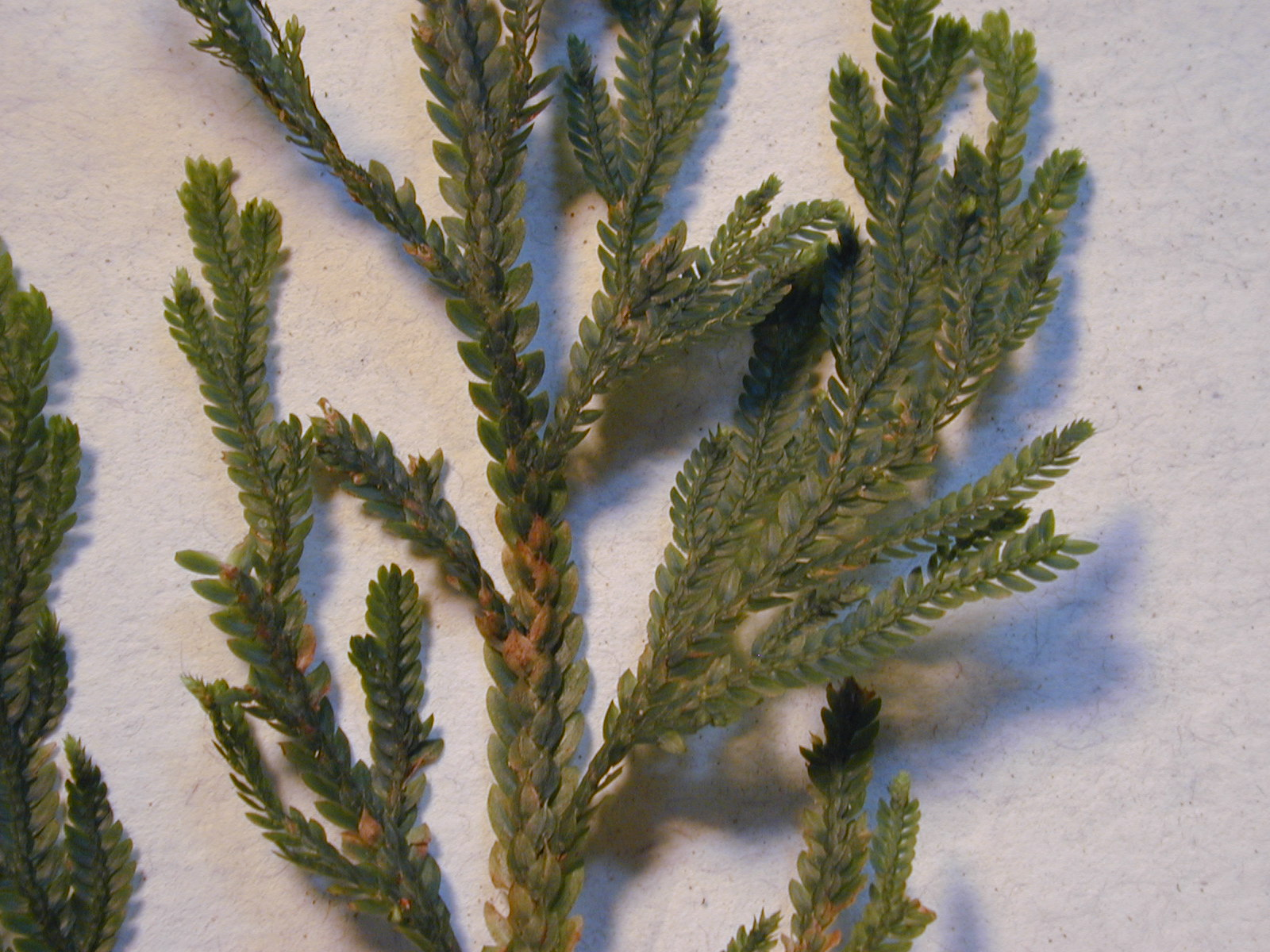
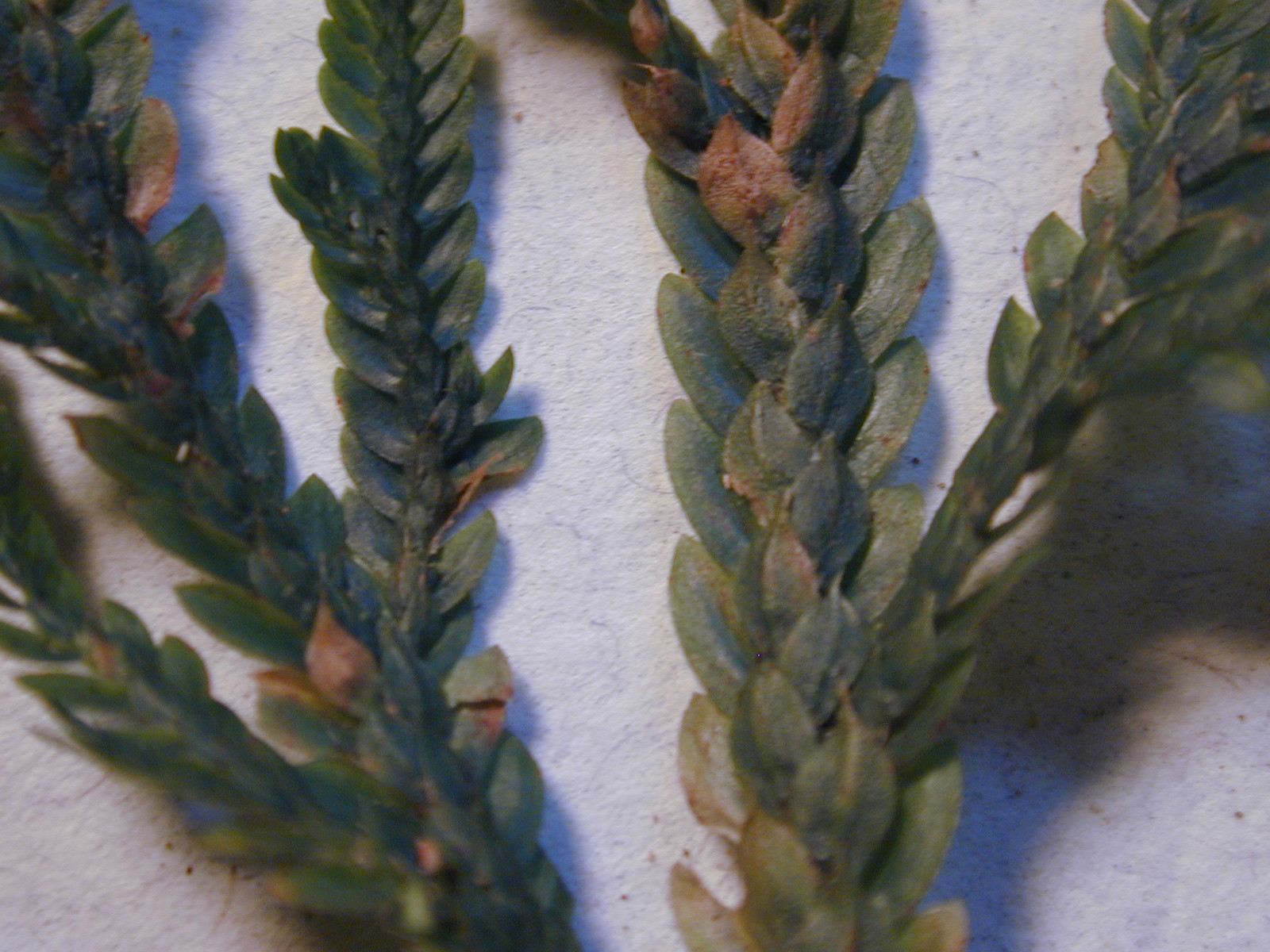
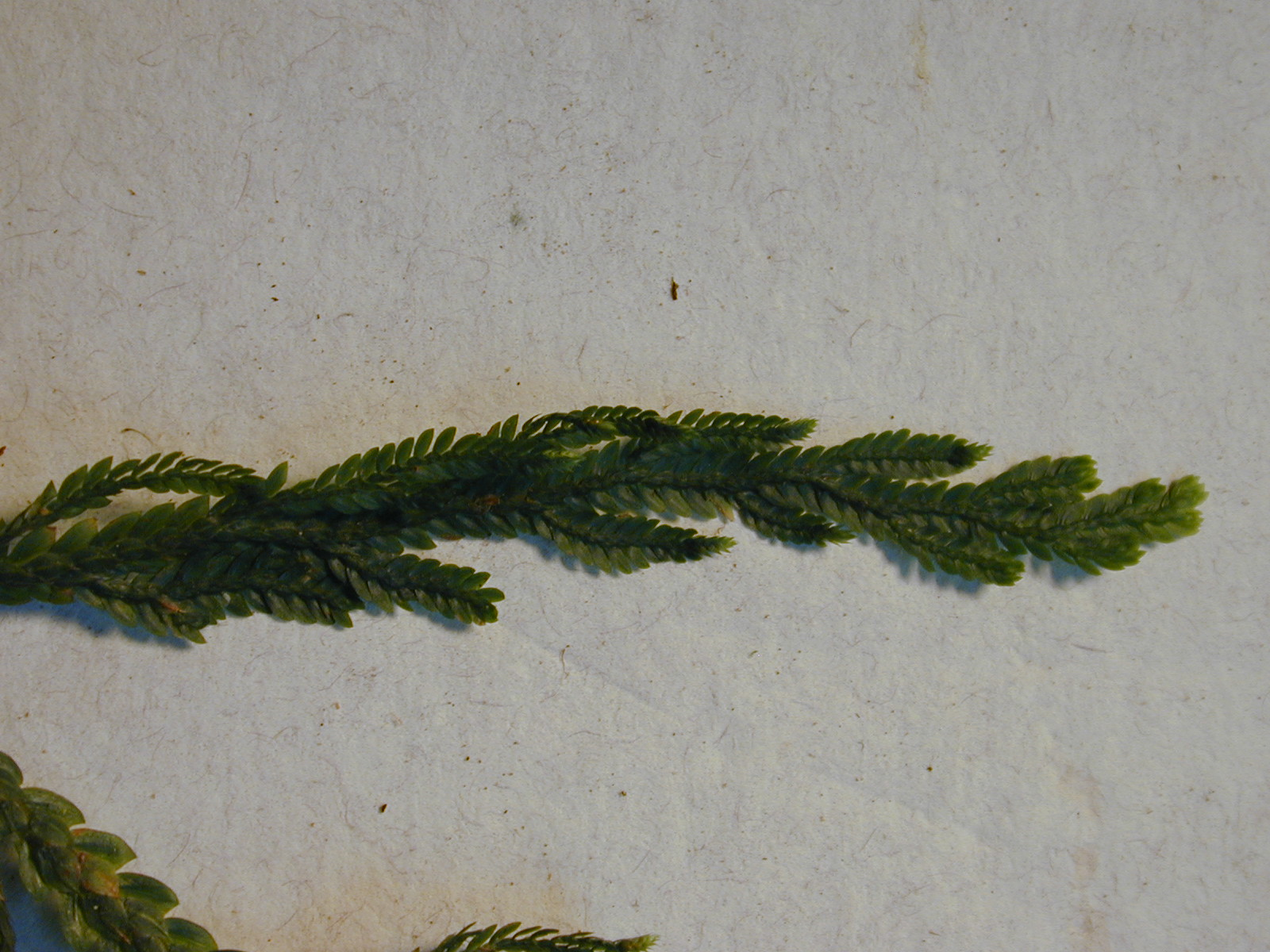
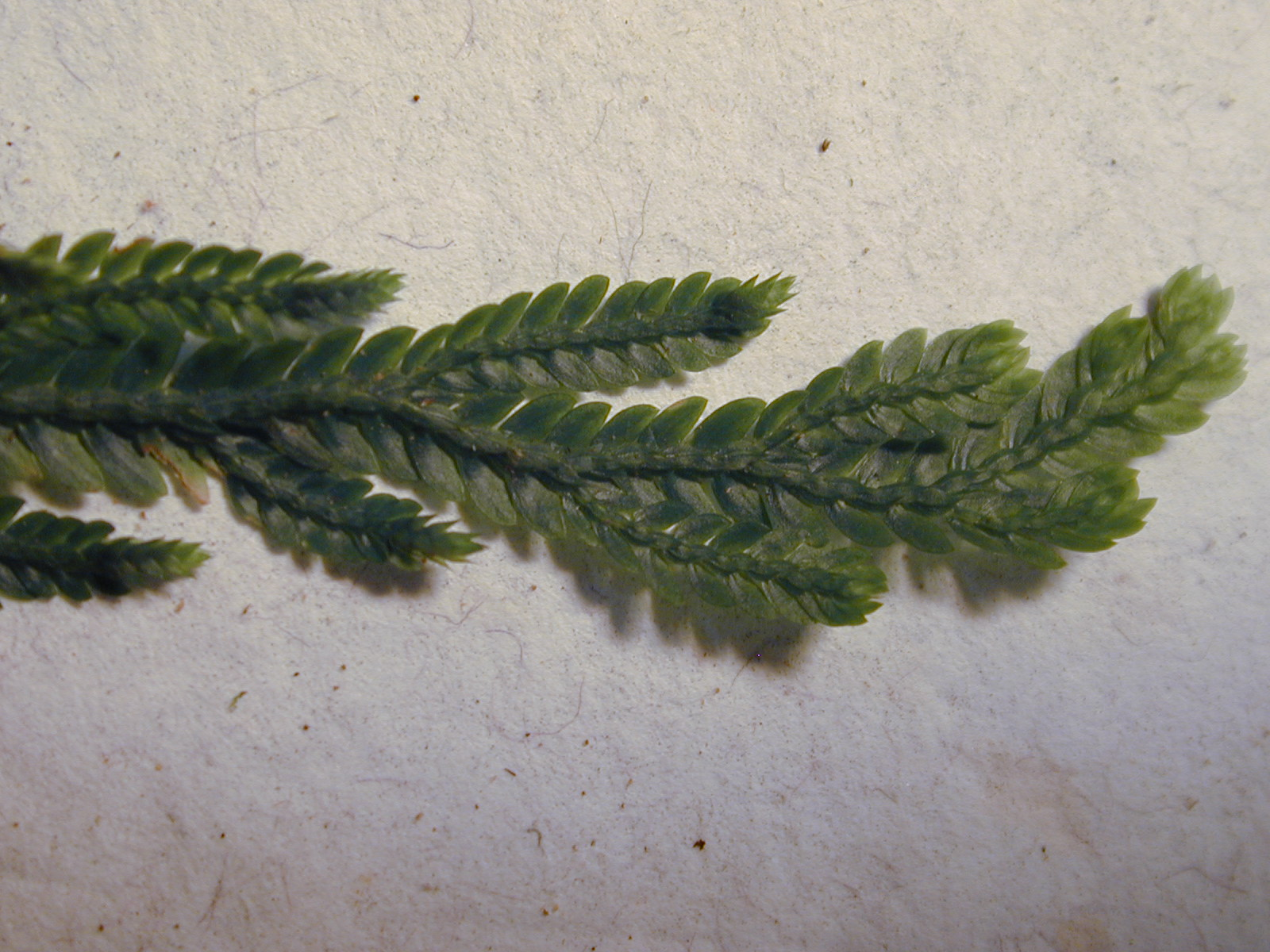